# Kovács Lajos (iparművész)
Kovács Lajos designer, a Magyar Iparművészeti Főiskolát végezte el.
Az Iparművészeti Főiskola során ismerte meg későbbi nagy barátját Gergely Sándor iparművészt. Tóth Ferenc kolléga Kovács Lajost segítette a képeslapot, mint szabadalmat levédetni idehaza, amikor visszatért amerikából. A képeslap akkoriban hiánycikk volt.
Kovács Lajos példaképei: Rubik Ernő iparművész, designer (Rubik-kocka feltalálója), P. Horváth György, Cseny József, Kelemen József.  
1971-ben volt először Amerikában és ott mondott valaki egy amerikai mondást: „Változz vagy pusztulj”!

## Híres iparművészeti alkotásai
- Kombinált járókeret, 1998
- Járókeret mozgássérült gyerekek számára, 1996
- Segédeszköz járóképtelen gyerekek számára, 1998

## Külső hivatkozások
- Kovács Lajos iparművészről Archiválva 2007. október 26-i dátummal a Wayback Machine-ben